# Hostija
Hostija (latinsko hostia pomeni žrtev oziroma bogovom žrtvovana žival), sveto rešnje telo ali najsvetejši zakrament, krajše najsvetejše, je tanek okrogel kruh iz nekvašenega testa. V številnih krščanskih Cerkvah se jih uporablja namesto pravega kvašenega kruha pri zakramentu svete evharistije. Hostija se je razvila iz posebne oblike nekvašenega kruha, ki ga jedo Judje za pasho (judovsko Veliko noč).

## Najsvetejši zakrament
Kristjani verujejo, da se hostija in vino pri posvetilnem obredu na skrivnosten način spremenita v Jezusovo telo in kri. Pri tem materialno ostaneta kruh in vino, v substancialnem pomenu pa postaneta Jezusovo telo in kri - ta pretvorba se v katoliški teologiji imenuje transsubstanciacija. Ta se zgodi vsakokrat pri sveti maši, ko duhovnik izreče posvetilne besede in povzdigne kruh in vino, pri čemer pride do spremenitve. Posvečena hostija zato pomeni realno Jezusovo navzočnost in zahteva ustrezno spoštljiv odnos, ki ga verniki izrazijo s poklekom ali klečanjem. Tako kot se sam obred imenuje evharistija, tako tudi posvečena hostija dobi ime evharistije. 
Vseeno velja omeniti, da čaščenje evharistije ni bilo v navadi do uvedbe praznika Svetega rešnjega telesa v 13. stoletju. Po tem se je čaščenje Najsvetejšega hitro razširilo po vsej Rimskokatoliški cerkvi in po nekaterih manjših Cerkvah. 
Na začetku obreda čaščenja ali adoracije Najsvetejšega duhovnik položi posvečeno hostijo v monštranco, ki jo potem izpostavi vernikom v čaščenje. Glavni sestavni del čaščenja so po navadi slovesne litanije. Adoracija pa lahko poteka tudi v tihoti.

## Peka
Hostije se peče podobno kot vaflje. Testo, ki je zmes zgolj vode in bele pšenične moke, se speče (oziroma bolj posuši kot speče) v posebnem pekaču - kleščah. Potem se iz dobljene plošče izreže okrogle koščke - hostije. Hostije pogosto pečejo redovnice.